# Kurt Aust
Kurt Aust er et pseudonym for Kurt Østergaard (født 6. december 1955 i Ikast i Danmark), en forfatter og freelance skribent. Aust debuterede ved at skrive et manuskript til en historisk tegneserie om slaveskibet Fredensborg i 1997 og derefter som romanforfatter i 1999 med Vredens dag. Hans bøger er blevet oversat til dansk, tysk, hollandsk, spansk, russisk, bulgarsk, slovensk, italiensk, sydkoreansk, græsk, tjekkisk og fransk.
Aust har skrevet flere historiske kriminalromaner fra Danmark-Norge omkring begyndelsen af 1700-tallet. Hovedpersonerne her er professor Thomas av Boueberge ved Københavns Universitet og hans tjener, den uuddannede norske Petter Hortten. I 2006 udgav han sin første samtidsroman, thrilleren The Invisible Brothers og sin første børnebog, The Great Day of Chaos. Han har også skrevet to teaterstykker: Det historiske Sagn, svermeri og svartekunst ved Olavskilden, samt et bestillingsværk om løjtnant Dons og START, der blev udført i forbindelse med det norske luftforsvars 100-års jubilæum og fejringen af Norges første flyvning. Stykket om Dons blev også vist ved en lukket forestilling i Oslo for Kong Harald og forsvarsledelsen.
I 2015 kom sportskrimmi-filmen Dead Race, hvor handlingen foregår ved cykelløbet Tour de France. Sammen med sin ven Tom Egeland har Kurt Aust udgivet Quiz og grøss, en quizbog beregnet til hele familien med fokus på det uhyggelige og skræmmende. Ud over spørgsmål og svar har bogen rædshistorier og "grusomme fakta om mørkets hemmeligheder". I 2018 udgav Kin Wessel og Kurt Aust thrilleren Udyr, som de skrev sammen efter en rejse til Afrika. Handlingen foregår i Maasai Mara i Kenya og handler om krybskytteri og handel med elfenben .
Østergaard er uddannet underviser. Han har boet i Horten i Norge siden 1982 og skriver på norsk, men er dansk statsborger.  Kurt Østergaard er gift med tegneserieskaberen Kin Wessel (Ann-Carin Wessel). Hun har blandt andet illustreret tegneserien om ''Fredensborg'' og børnebogen Kasper & Måns. Den store kaosdag .

## Priser
- 1999 - Aschehougs debutstipendium til Vredens dag
- 2003 - Riverton Award for Haunted
- 2004 - Glassnøglen til hjemsøgt
- 2011 - Mads Wiel Nygaards arv
- 2014 - Vestfold litteraturpris
- 2019 - Sølvkniven Randabergs forbrydelsespris for dyr